# Purcăreni (Popești), Argeș
Purcăreni este un sat în comuna Popești din județul Argeș, Muntenia, România.